# Madona do Amor Divino (Rafael)
A Madona do Amor Divino (em italiano: Madonna del Divino amore) é um óleo sobre madeira de c.1516-1518 pintado por Rafael, atualmente no Museu de Capodimonte, em Nápoles.